# 鎮平県
鎮平県（ちんへい-けん）は中華人民共和国河南省南陽市に位置する県。

## 行政区画
- 街道:涅陽街道、雪楓街道、玉都街道
- 鎮:石仏寺鎮、晁陂鎮、賈宋鎮、侯集鎮、老荘鎮、盧医鎮、遮山鎮、高丘鎮、曲屯鎮、棗園鎮、楊営鎮、安字営鎮、張林鎮、柳泉鋪鎮、彭営鎮
- 郷:二竜郷、王崗郷、馬荘郷
- 民族郷:郭荘回族郷